# AMD FX
Az AMD-FX az Advanced Micro Devices (AMD) nagy teljesítményű processzor-családja, melyet 2011-ben mutattak be.
Kezdetben az AMD a nagyreményű Bulldozer mikroarchitektúrát használta, majd 2012-ben bemutatta az új Piledriver mikroarchitektúrát, amivel az újabb AMD FX processzorokat gyártotta. Az első generációs FX processzorok teljesítményét kifogásolták a felhasználók, ugyanis voltak olyan számítási képességek, amelyekben az előző generációs Phenom II processzorok erősebbek voltak.
A sorozat utódja a Ryzen lett, mely a Zen architektúrára épít és fel tudja venni a versenyt az újabb Intel processzorokkal is.

## Áttekintés
Minden AMD FX processzor szorzózár-mentes, így szabadon tuningolhatóak, szemben az Intel processzoraival, amik közül csak a k-betűre végződő modellek képesek erre.
Az AMD FX processzorok alapvetően magasabb órajel elérése képesek, mint versenytársai. A világrekord 8722,78 MHz volt, melyet folyékony nitrogénnel hűtöttek.
Az AMD FX processzorok nem rendelkeznek integrált videokártyával, szemben az Intel megoldásaival. Az AMD csak a Bulldozer/Piledriver esetén csak az APU-kba integrál grafikus megoldásokat.

## Érdekességek
Az AMD használja az FX márkanevet bizonyos FM2/FM2+ foglalatú APU-k esetén is.